# Revue du Lyonnais
Revue du Lyonnais est une revue d'érudition lyonnaise fondée par Léon Boitel et parue de 1835 à 1924. 
En 1852, Léon Boitel vend son imprimerie à Aimé Vingtrinier (1812-1903) qui poursuit l'édition de la revue jusqu’en 1880. De 1886 à 1901, la revue est dirigée par l'érudit et bibliophile Léon Galle (1854-1914).